# Bosnischer Kräher

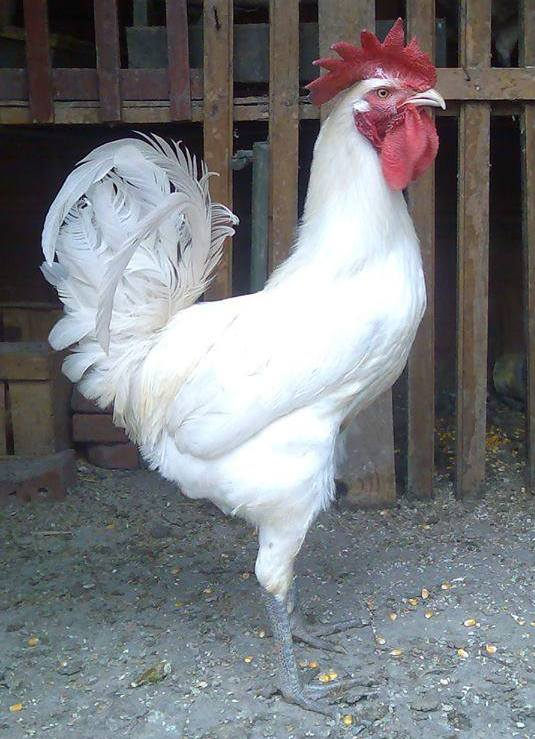
Hahn mit Einfachkamm

Der Bosnische Kräher, auch Berat-Kräher genannt, ist eine Hühnerrasse aus dem westlichen Balkan, welche durch albanische Auswanderer auch in die Türkei eingeführt worden ist. Die Rasse gehört zu den südosteuropäischen Langkräherrassen.

## Geschichte
Langkräherrassen werden seit Jahrhunderten im Balkanbereich beschrieben, jedoch bleibt der genaue Ursprung des bosnischen Krähers unbekannt. 2004 erwarb der Zoologe Michael Reimann in Istanbul zwei Hähne und eine Henne, welche daraufhin die Grundlage für eine kleine Population in Deutschland bildeten.

## Eigenschaften
Die Körperform des bosnischen Krähers ist schlank, hochgestellt und kräftig und ist der des Kosovo-Krähers ähnlich. Der einzige Farbschlag ist weiß mit grünen Läufen. Auffällig ist der lange Hals, welcher oben vorwärts abbiegt. Es gibt sowohl die Variante mit Rosenkamm als auch mit Einfachkamm. Der Krähruf ist kürzer als der des Kosovo- und Denizli-Krähers und korrespondiert eher mit dem des bergischen Krähers.

## Sonderverein
Die Rasse wird vom gleichen Sonderverein betreut wie auch der bergische Kräher und der Kosovokräher: die Vereinigung der Züchter Bergischer Hühnerrassen und deren Zwergekräherzüchtervereinigung seit 1884.

## Weblink
- Vereinigung der Züchter Bergischer Hühnerrassen und deren Zwerge – Krähervereinigung seit 1884